# Cal Perxet (el Molar)
Cal Perxet és una obra del Molar (Priorat) inclosa a l'Inventari del Patrimoni Arquitectònic de Catalunya.

## Descripció
Edifici de planta aproximadament rectangular, bastit de paredat, amb gres vermell i arrebossat, cobert per una teulada a dos vessants. A la façana, que ocupa gairebé tot un costat de la plaça del Molar, s'obren quatre portes a la planta baixa, de les quals la principal és emmarcada amb pedra i duu la data de 1889. Al primer pis s'obren quatre balcons, amb tres tramades i baranes de fundició estèticament ben resoltes. Quatre finestres permeten la il·luminació de les golfes. Un canal de teula vidriada corona la façana amb abocadors, dels que en resten dos de metàl·lics en forma de cap de serp.

## Història
La construcció d'aparença distingida, correspon a un període d'esplendor a la comarca, just abans que la fil·loxera malmetés les vinyes. La història local no ofereix altres dades d'interès sobre l'edifici, interessant per l'equilibri de la seva façana, fet no gaire freqüent en pobles petits, malgrat les modificacions aportades posteriorment.